# 유선정
유선정(兪善晶, 1986년 8월 21일 ~ )은 전 KBO 리그 넥센 히어로즈의 포수이다.

## 선수 시절

### 현대 유니콘스시절
2006년에 입단하였다.

### 넥센 히어로즈시절
2008년에 입단하였다.

## 야구선수 은퇴 후
2021년부터 여주ID베이스볼클럽의 감독으로 활동했다.